# Verona (Dakota du Nord)
Pour les articles homonymes, voir Verona (homonymie).
Verona est une ville située dans le comté de LaMoure, dans l’État américain du Dakota du Nord. Lors du recensement de 2010, sa population s’élevait à 85 habitants.

## Histoire
Verona a été fondée en 1886.

## Démographie
| 1910 | 1920 | 1930 | 1940 | 1950 | 1960 |
| ---- | ---- | ---- | ---- | ---- | ---- |
| 235  | 258  | 222  | 201  | 189  | 162  |

| 1970 | 1980 | 1990 | 2000 | 2010 | - |
| ---- | ---- | ---- | ---- | ---- | - |
| 140  | 126  | 103  | 108  | 85   | - |

## Source
- (en) Cet article est partiellement ou en totalité issu de l’article de Wikipédia en anglais intitulé « Verona, North Dakota » (voir la liste des auteurs).